# Chareil-Cintrat
 Chareil-Cintrat  là một xã ở tỉnh Allier thuộc miền trung nước Pháp.